# Tomasz Grosse
Tomasz Grzegorz Grosse (ur. 1968) – polski politolog, europeista i socjolog, profesor nauk społecznych. Wykładowca na Wydziale Nauk Politycznych i Studiów Międzynarodowych Uniwersytetu Warszawskiego. Specjalista w zakresie polityki gospodarczej Unii Europejskiej i jej państw członkowskich, a także w dziedzinie zarządzania publicznego. 

## Życiorys
Stopień naukowy doktora nauk humanistycznych w dyscyplinie socjologii uzyskał 30 września 2002 r. w Instytucie Socjologii UW na podstawie pracy Polityka regionalna w Europie i USA, której promotorem był Witold Morawski. Był zatrudniony jako adiunkt w Instytucie Studiów Politycznych Polskiej Akademii Nauk, gdzie 27 listopada 2009 r. został doktorem habilitowanym nauk humanistycznych w dyscyplinie nauk o polityce na podstawie dorobku naukowego oraz rozprawy Europa na rozdrożu. Następnie pracował w Instytucie Europeistyki UW i został profesorem uczelni UW. Po reorganizacji wydziału z 2019 r., w ramach której instytuty zostały zastąpione przez katedry, znalazł się w zespole Katedry Polityk Unii Europejskiej. 28 lutego 2020 r. otrzymał tytuł naukowy profesora (tzw. profesurę belwederską). 
Wszedł w skład komitetu wspierającego kandydaturę Karola Nawrockiego na prezydenta RP w wyborach w 2025.